# Amurské kozácké vojsko

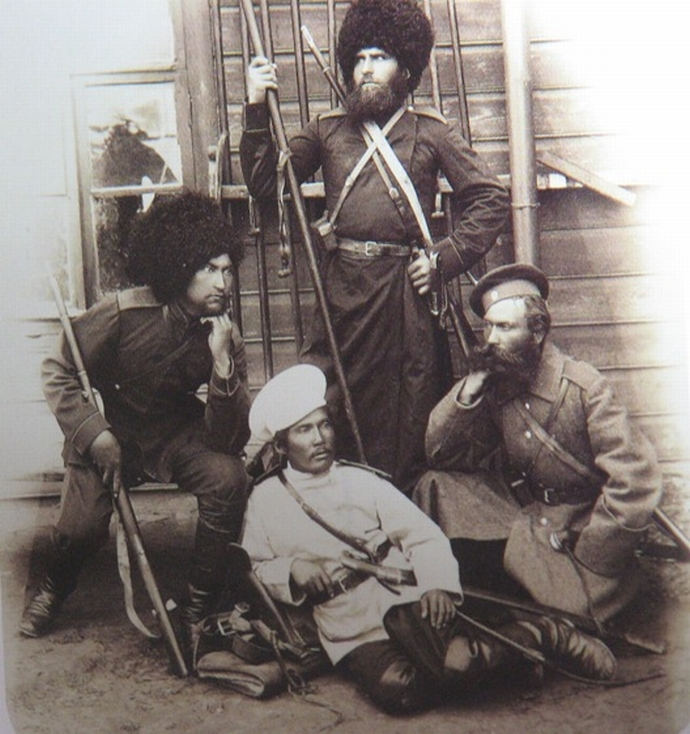
Amurští Kozáci

Amurské kozácké vojsko (rusky Амурское казачье войско) bylo kozácké vojsko v Ruském impériu, dislokované v okolí řeky Amur.
Amurské kozácké vojsko vzniklo na začátku druhé poloviny 19. století ze zabajkalských kozáků a horníků z okolí Něrčinska. První stanice amurských kozáků Chabarovskaja (Хабаровская) vznikla v roce 1858. V roce 1860 byla vydán výnos o zřízení Amurského kozáckého vojska. Hlavní velení Amurského kozáckého vojska bylo v Blagoveščensku.
Amurští kozáci měli v držení 64 000 km² půdy a bylo jich 42 200 osob v celkem 120 usedlostech. V dobách míru poskytovali amurští kozáci k vojenské službě jeden pluk jízdy a jednu rotu, v době války dva pluky jízdy, jednu rotu, pět zvláštních setnin a jednu rezervní setninu a jeden prapor (celkem 3 600 mužů). Amurské kozácké vojsko sloužilo k ochraně hranic v okolí řek Amur a Ussuri. K ochraně hranic v okolí řeky Ussuri vzniklo v roce 1889 zvláštní Ussurijské kozácké vojsko. Amurské kozácké vojsko se účastnilo potlačení Boxerského povstání v Číně, rusko-japonské války a první světové války. V ruské občanské válce velká část amurských kozáků podporovala bolševiky.